# Amegilla disrupta
Amegilla disrupta är en biart som först beskrevs av Cockerell 1920.  Amegilla disrupta ingår i släktet Amegilla och familjen långtungebin. Inga underarter finns listade i Catalogue of Life.